# Wacław Stachiewicz
Wacław Teofil Stachiewicz (Leopoli, 19 novembre 1894 – Montréal, 12 novembre 1973) è stato un generale, scrittore e geologo polacco, era capo di stato maggiore generale dell'Esercito polacco durante l'Invasione tedesca della polonia del 1939.